# فيفا كرة القدم 2003
فيفا 2003 (بالإنجليزية: FIFA Football 2003)‏ هي لعبة فيديو صدرت في 2002. وهي متوفرة على أجهزة بلاي ستيشن 2 وويندوز . اللعبة من تطوير إي أيه كندا وهي من نشر إلكترونيك آرتس.

## روابط خارجية
- فيفا كرة القدم 2003 على موقع IMDb (الإنجليزية)